# Joseph Luns
Joseph Luns (28. srpna 1911 Rotterdam – 17. července 2002 Brusel) byl nizozemský křesťanskodemokratický politik. Byl ministrem zahraničí Nizozemska v letech 1952–1971, tedy 19 let, což je historický rekord. V letech 1971–1984 byl generálním tajemníkem NATO.
Byl členem Katolické lidové strany (Katholieke Volkspartij) (dnes již neexistující, navazuje na ni Christen-Democratisch Appèl). Před druhou světovou válkou byl členem fašistické Nationaal-Socialistische Beweging in Nederland, opustil ji však roku 1936, před jejími největšími excesy, což ho uchránilo od poválečných perzekucí. Roku 1938 vstoupil do nizozemských diplomatických služeb, od roku 1949 byl nizozemským stálým zástupcem ve Spojených národech. V pozici ministra zahraničí byla jeho prioritou evropská integrace, posilování role NATO, normalizace Německé spolkové republiky a řešení koloniálního dědictví (Guinea, Indonésie).

## Vyznamenání
- důstojník Řádu Kristova – Portugalsko, 19. února 1944[1]
- velkokříž Řádu nizozemského lva – Nizozemsko, 1953
- velkokříž Řádu čestné legie – Francie, 1954
- velkokříž Řádu Kristova – Portugalsko, 6. června 1968[1]
- člen Řádu společníků cti – Spojené království, 14. června 1971
- Prezidentská medaile svobody – USA, 1984
- velkokříž Řádu prince Jindřicha – Portugalsko, 4. července 1984[1]